# Federazione calcistica del Brunei
La Federazione calcistica bruneiana (in inglese National Football Association of Brunei Darussalam, in malese Persatuan Bolasepak Kebangsaan Negara Brunei Darussalam, acronimo NFABD) è l'organo che governa il calcio a Brunei. Pone sotto la propria egida il campionato e la Nazionale bruneiana. Fu fondata nel 1959 ed è affiliata all'AFC e alla FIFA. L'attuale presidente è HRH Prince Sufri Bolkiah.